# Prefiks
Prefiks je tvorbeni nastavak koji se dodaje ispred korena (osnove) reči, dajući joj posebno i drugačije značenje. Sama reč prefiks sastavljena je od korena fiks (sa značenjem pridodati u ovom slučaju) i prefiksa pre, a obe reči imaju latinski koren.

## Primeri prefiksa:
- za + obići = zaobići (za)
- pre + pisati = prepisati (pre)
- visi + baba = visibaba (visi)
- za + gledati= zagledati (za)
- pre + gledati= pregledati (pre)